# Miss Sloane
Miss Sloane is een politieke thriller uit 2016 die geregisseerd werd door John Madden. De hoofdrollen worden vertolkt door Jessica Chastain, Mark Strong, Michael Stuhlbarg, Gugu Mbatha-Raw en Sam Waterston.

## Verhaal
Elizabeth Sloane is een politiek strateeg. In Washington D.C. neemt ze het op tegen de wapenlobby om ervoor te zorgen dat het Amerikaans Congres een nieuwe wapenwetgeving goedkeurt. De succesvolle Sloane wordt gedwongen genadeloos te zijn en haar eigen carrière op het spel te zetten in de bikkelharde campagne tegen de haast almachtige wapenlobby.

## Rolverdeling
| Acteur            | Personage                   |
| ----------------- | --------------------------- |
| Jessica Chastain  | Elizabeth Sloane            |
| Gugu Mbatha-Raw   | Esme Manucharian            |
| Mark Strong       | Rodolfo Schmidt             |
| Michael Stuhlbarg | Pat Connors                 |
| Sam Waterston     | George Dupont               |
| John Lithgow      | Congressman Ron M. Sperling |
| Alison Pill       | Jane Molloy                 |
| Jake Lacy         | Forde                       |

## Productie
In september 2015 werd aangekondigd dat John Madden de thriller Miss Sloane zou regisseren met Jessica Chastain als hoofdrolspeelster. De twee hadden eerder al samengewerkt aan The Debt (2010). In januari 2016 werd de cast uitgebreid met Alison Pill, Gugu Mbatha-Raw en Jake Lacy. Een maand later werden onder meer Mark Strong, Michael Stuhlbarg, Sam Waterston en John Lithgow gecast.
De opnames gingen op 12 februari 2016 van start in Toronto (Canada). In april verhuisde de productie naar Washington D.C. Op 6 april 2016 zaten de opnames erop.

## Release
Op 11 november 2016 ging de film in première op AFI Fest, het filmfestival van de American Film Institute.